# Wspinaczka sportowa na World Games
Wspinaczka sportowa na World Games została rozegrana po raz pierwszy w dniach 22–23 lipca 2005 roku na 9. edycji Word Games w niemieckim Duisburgu.

## Edycje wspinaczki na World Games
Rodzaje konkurencji rozgrywanych na mistrzostwach świata w ramach wspinaczki sportowej;
B – bouldering, P – prowadzenie oraz S – na szybkość.
| Lp. | Rok  | Miejsce    | Państwo           | Konkurencje |
| --- | ---- | ---------- | ----------------- | ----------- |
| 1   | 2005 | Duisburg   | Niemcy            | P + S       |
| 2   | 2009 | Kaohsiung  | Chińskie Tajpej   | P + S       |
| 3   | 2013 | Cali       | Kolumbia          | P + S       |
| 4   | 2017 | Wrocław    | Polska            | B + P + S   |
| 5   | 2022 | Birmingham | Stany Zjednoczone | B + P + S   |

## Medaliści World Games

### Bouldering
| PłećEdycja      | Kobiety     | Kobiety       | Kobiety      | Mężczyźni       | Mężczyźni    | Mężczyźni       |
| PłećEdycja      | Złoto       | Srebro        | Brąz         | Złoto           | Srebro       | Brąz            |
| --------------- | ----------- | ------------- | ------------ | --------------- | ------------ | --------------- |
| 2017 Wrocław    | Staša Gejo  | Miho Nonaka   | Fanny Gibert | Yoshiyuki Ogata | Jan Hojer    | Aleksiej Rubcow |
| 2022 Birmingham | Miho Nonaka | Katja Debevec | Mao Nakamura | Nicolas Collin  | Kokoro Fujii | Yoshiyuki Ogata |

### Prowadzenie
| PłećEdycja      | Kobiety        | Kobiety        | Kobiety              | Mężczyźni                | Mężczyźni                     | Mężczyźni         |
| PłećEdycja      | Złoto          | Srebro         | Brąz                 | Złoto                    | Srebro                        | Brąz              |
| --------------- | -------------- | -------------- | -------------------- | ------------------------ | ----------------------------- | ----------------- |
| 2005 Duisburg   | Angela Eiter   | Natalia Gros   | Marietta Uhden       | Patxi Usobiaga           | Alexandre Chabot Tomáš Mrázek |                   |
| 2009 Kaohsiung  | Maja Vidmar    | Kim Ja-in      | Caroline Ciavaldini  | Sachi Amma               | Patxi Usobiaga                | Romain Desgranges |
| 2013 Cali       | Mina Markovič  | Kim Ja-in      | Dinara Fachritdinowa | Ramón Julián Puigblanqué | Jakob Schubert                | Magnus Midtbø     |
| 2017 Wrocław    | Anak Verhoeven | Janja Garnbret | Julia Chanourdie     | Keiichiro Korenaga       | Yuki Hada                     | Sean McColl       |
| 2022 Birmingham | Jessica Pilz   | Natsuki Tanii  | Lana Skušek          | Sascha Lehmann           | Masahiro Higuchi              | Mejdi Schalck     |

### Wspinaczka na szybkość
| PłećEdycja      | Kobiety           | Kobiety          | Kobiety          | Mężczyźni             | Mężczyźni              | Mężczyźni              |
| PłećEdycja      | Złoto             | Srebro           | Brąz             | Złoto                 | Srebro                 | Brąz                   |
| --------------- | ----------------- | ---------------- | ---------------- | --------------------- | ---------------------- | ---------------------- |
| 2005 Duisburg   | Anna Stenkowaja   | Ołena Riepko     | Tatjana Rujga    | Alexander Pieszechnow | Siergiej Sinicyn       | Jewgienij Wajcechowski |
| 2009 Kaohsiung  | He Cuilian        | He Cuifang       | Olga Morażkina   | Zhong Qixin           | Jewgienij Wajcechowski | Maksim Stejnokow       |
| 2013 Cali       | Alina Gajdamakina | Marija Krasawina | Julija Kaplina   | Dmitry Timofiejew     | Stanisław Kokorin      | Zhong Qixin            |
| 2017 Wrocław    | Julija Kaplina    | Anouck Jaubert   | Anna Cyganowa    | Reza Alipour          | Danyjił Bołdyrew       | Stanisław Kokorin      |
| 2022 Birmingham | Emma Hunt         | Natalia Kałucka  | Franziska Ritter | Veddriq Leonardo      | Kiromal Katibin        | Yaroslav Tkach         |